# Adam Riess
Adam Guy Riess (Washington D.C., 16 december 1969) is een Amerikaans astrofysicus.
Riess is verbonden aan het Space Telescope Science Institute en is hoogleraar aan de Johns Hopkins-universiteit. In 2006 deelde hij The Shaw Prize en in 2011 de Nobelprijs voor Natuurkunde samen met Brian Schmidt en Saul Perlmutter.

## Biografie
Riess is een van de drie kinderen van Michael en Doris Riess. Hij groeide op in Warren, New Jersey waar zijn vader eigenaar was van een distributiebedrijf in diepvriesvoedsel en zijn moeder werkzaam was als psycholoog. In Warren bezocht hij de Watchung Hills Regional High School.
Na zijn afstuderen in 1988 ging hij natuurkunde studeren aan het Massachusetts Institute of Technology (MIT), die in 1992 afsloot met een bachelorgraad. In 1996 promoveerde hij onder Robert Kirshner aan de Harvard-universiteit op een methode om type Ia supernova's te kalibreren zodat deze als accurate afstandsindicator gebruikt kunnen worden. Riess’ PhD-thesis werd in 1999 onderscheiden met de ASP Robert J. Trumpler Award voor onderzoek met buitengewone belangrijkheid voor de astronomie. Voordat hij in 1999 naar de Space Telescope Science Institute in Baltimore ging was hij Miller Fellow aan de Universiteit van Californië - Berkeley.
Onder supervisie van Brian Schmidt had Riess een belangrijke onderzoeksrol binnen het High-z Supernova Search Team. Spoedig kreeg Reiss de leiding over dit team omdat Smith kort na de oprichting ervan naar Australië vertrok, maar wel bij het team betrokken bleef. Het High-z Supernova Search Team was de eerste die het bewijs rapporteerde van de versnelde uitdijing van het heelal. Deze versnelde uitdijing was gebaseerd op basis van waarneming van type Ia supernova's. De observaties van het team waren tegenstrijdig met de toen geldende theorie dat de uitdijing van het heelal langzaam aan het afnemen was. Ze werden hierin ondersteund door het Supernova Cosmology Project, onder leiding van Perlmutter, die gelijktijdig een vergelijkbaar resultaat vond.
Het gemeenschappelijk bewijs tussen de twee concurrerende studies leidde tot acceptatie van versnelde uitdijing. Dit zorgde voor nieuw onderzoek in de astronomie naar de verklaring ervan, zoals de aanwezigheid van donkere energie en de mogelijk (her)invoering van Einsteins kosmologische constante.

## Erkenning
Voor zijn werk betreffende de versnelde uitdijing van het heelal werd Riess onderscheiden met de Helen B. Warner Prize (2002) van de American Astronomical Society, de The Shaw Prize (2006, samen met Perlmutter en Schmidt), Gruber Prize in Cosmology (2007, met Perlmutter en Schmidt) en in 2011 zowel de Albert Einsteinmedaille (samen met Perlmutter) als de Nobelprijs voor Natuurkunde.